# Lluís Callejo i Creus
Lluís Callejo i Creus (Vilafranca del Penedès, 1930 - Barcelona, 1987) fou un enginyer industrial i compositor de música electroacústica català.
Completà els estudis d'enginyeria industrial a Barcelona, on va especialitzar-se en electrònica. Fou autodidacta en el camp de la composició musical. Entre 1948 i 1955 la seva activitat musical es va centrar principalment en la direcció de formacions corals. Després es va dedicar a la seva activitat professional i va participar en projectes com la instal·lació de la Central nuclear de Vandellòs, Tarragona.
L'any 1968 va establir contacte en un concert de música electroacústica amb Josep Maria Mestres Quadreny i reprengué el seu interès per a la música. Aleshores va decidir aplicar el seu coneixement d'enginyeria electrònica al camp de la producció de sons electrònics. Mestres Quadreny esdevingué el seu mestre en el camp de la música contemporània i més concretament en l'electroacústica. Ambdós juntament amb Andrés Lewin-Richter van fundar l'any 1974 el Laboratori de Música Electroacústica Phonos, on Callejo dissenyà i construí diversos instruments per a la producció de so sintètic (el primer dels quals fou un sintetitzador de sons aleatoris anomenat Stokos 4). Compongué diverses obres per a cinta magnètica i instruments musicals.
Posteriorment fou professor de Teoria de la Informació i de Dinàmica de Sistemes a la Universitat Autònoma de Barcelona (UAB), i a la Universitat Politècnica de Catalunya (UPC) i des de 1979 es dedicà a la Fundació Phonos a la investigació de generació digital de so i composició assistida per ordinador. Impartí cursos d'informàtica musical des de 1982.

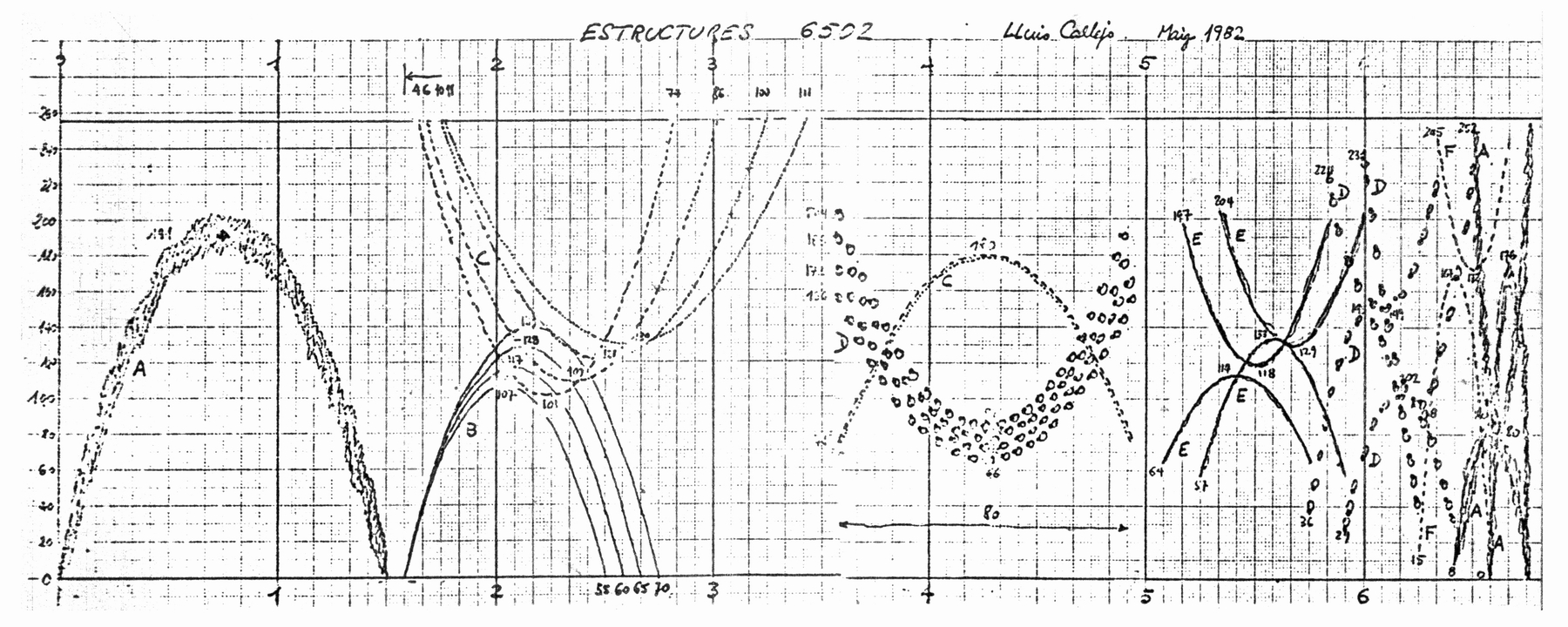
Partitura Visual de l'obra Estructures 6502

L'any 1974 participà en el Curs Internacional de Música Contemporània de Darmstadt (Alemanya) i el 1982 i el 1984 a les conferències internacionals de Música i Computació fetes a Venècia i a París. Des de 1976 fins a 1986 presentà obres seves a nombrosos festivals de música.

## Stokos IV
Entre altres coses, Callejo dissenyà filtres, mescladors, generadors de sons estocàstics, com l'Stokos IV. Aconseguí la generació de so mitjançant ordinador emprant un microprocessador AIM 65 de Rocwell (1980), amb programes desenvolupats per Vicente Larios i Conrado Dubé, com a tesi final de carrera sota la supervisió del mateix Callejo.

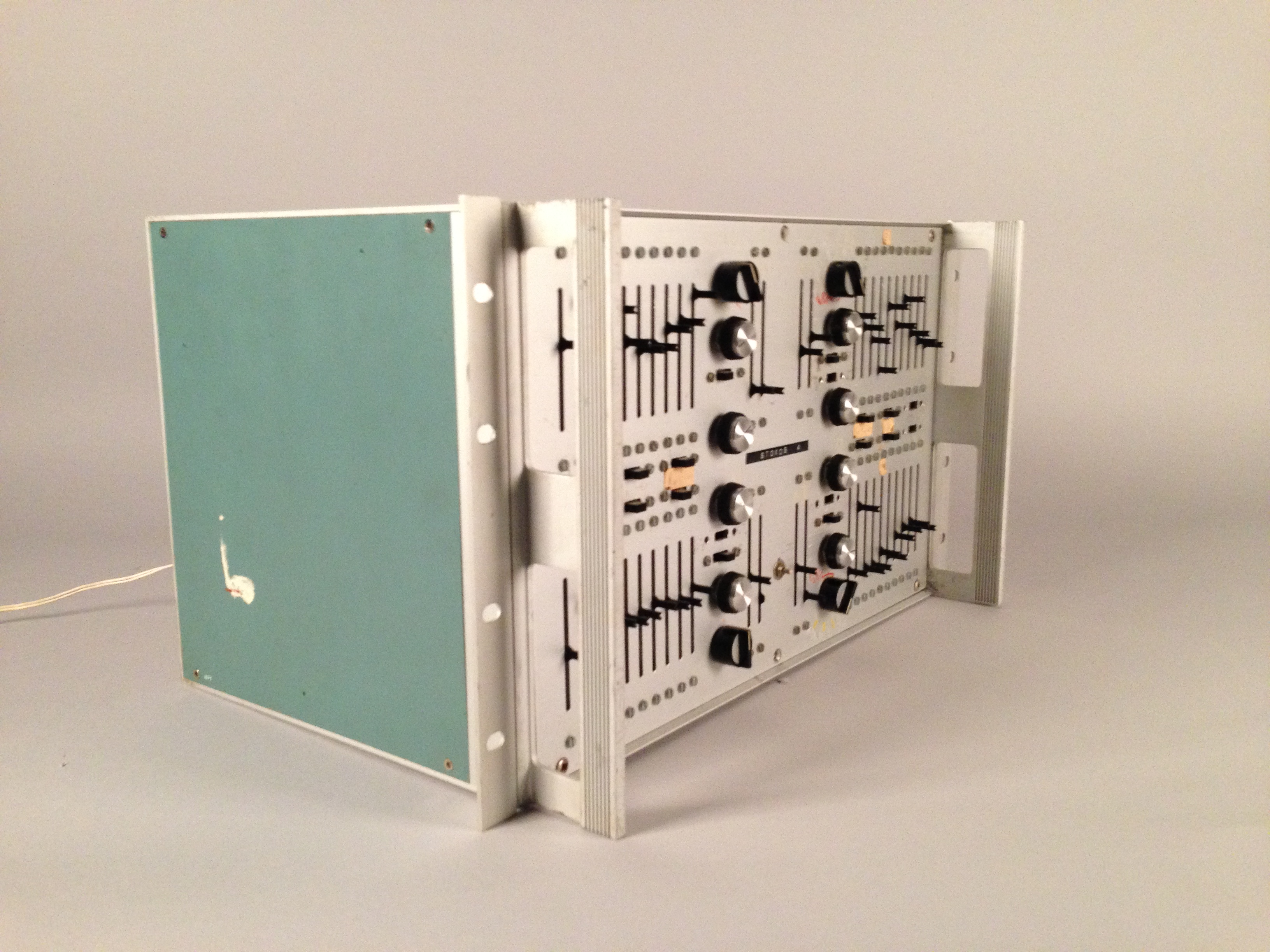
Visió lateral de l'Stokos IV, al Museu de la Música de Barcelona
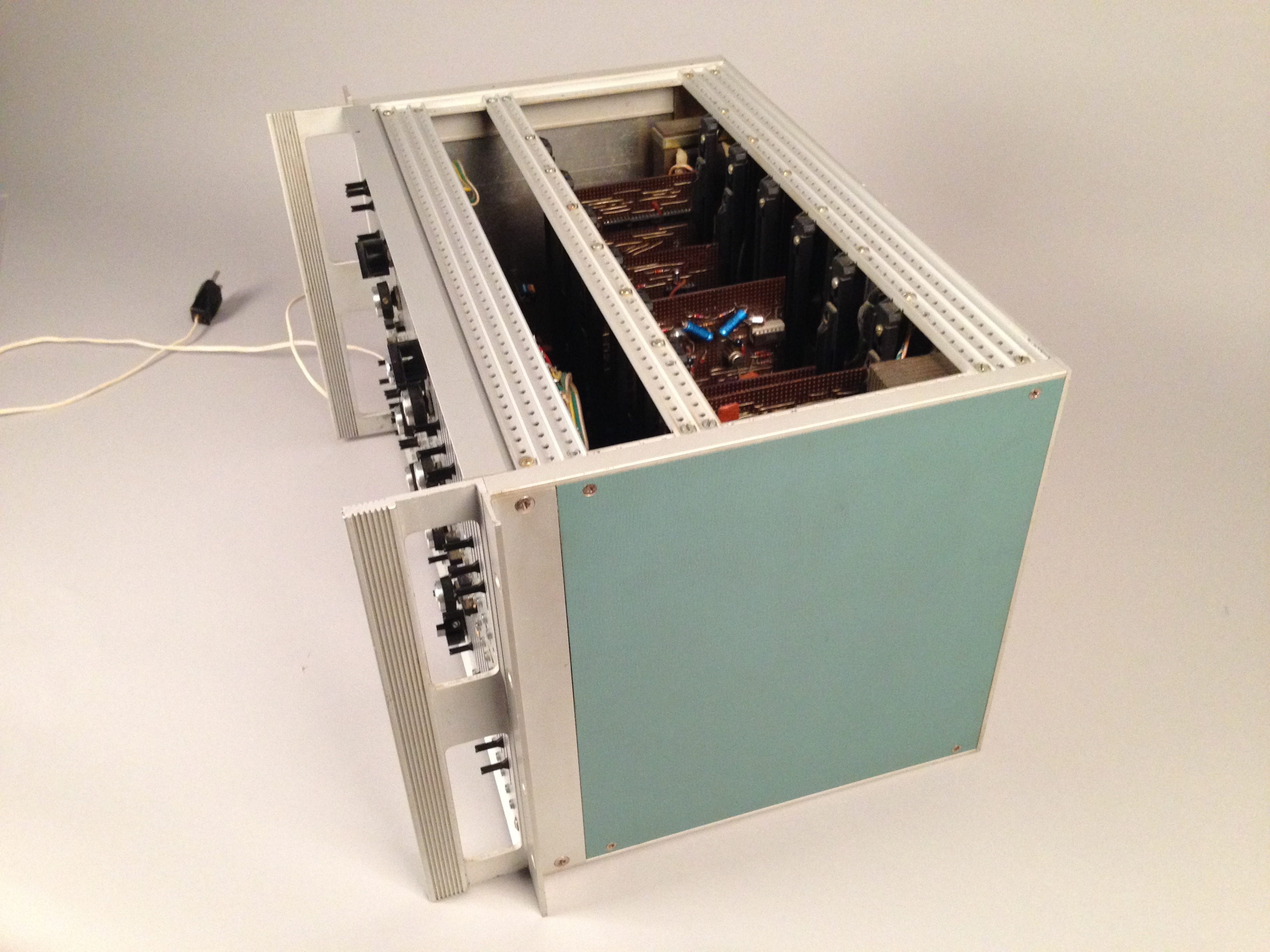
Detall de les plaques internes, al Museu de la Música de Barcelona
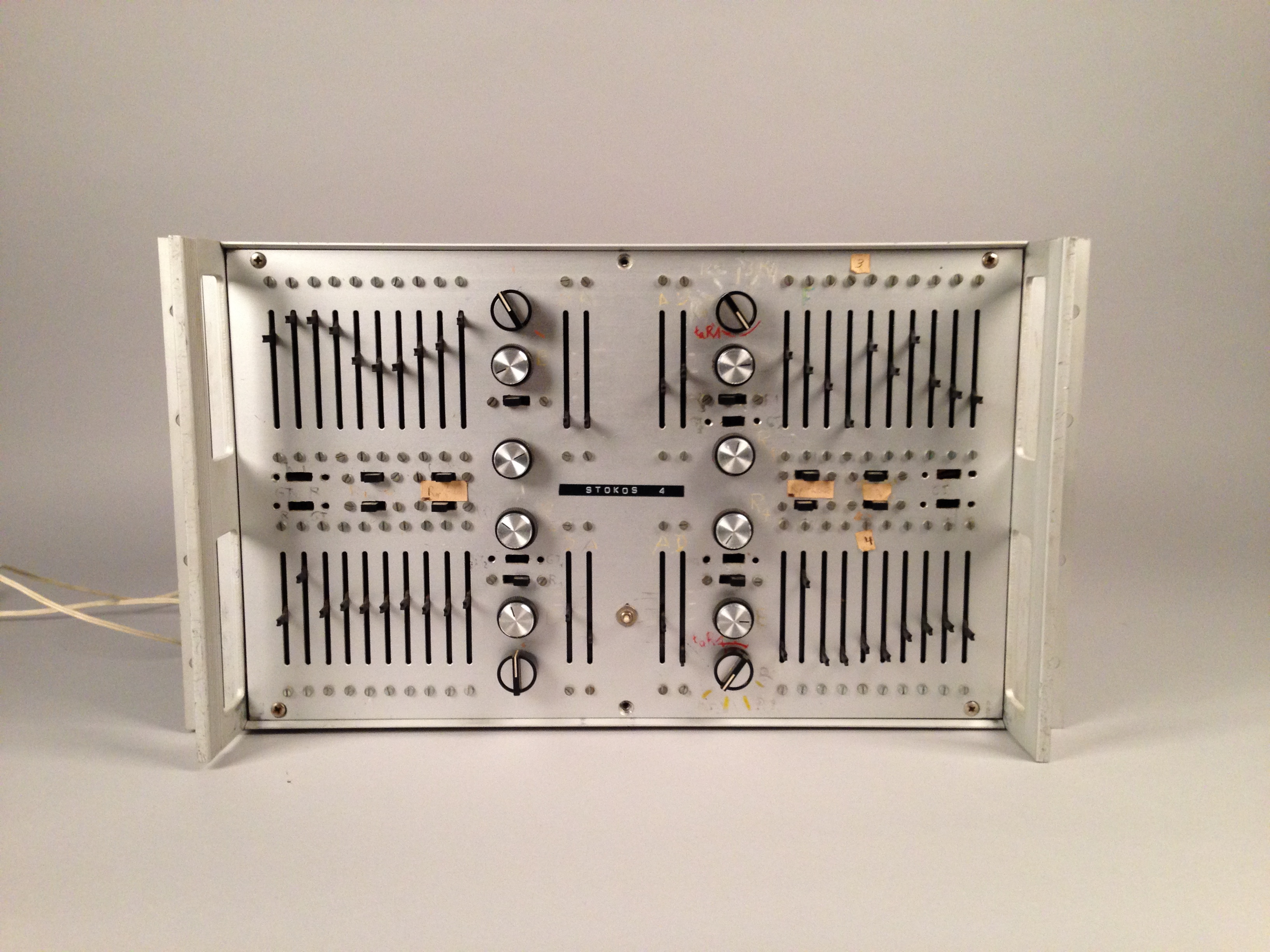
Visió frontal de l'Stokos IV, al Museu de la Música de Barcelona
- Mostra de so amb el sintetitzador electrònic de música aleatòria Stokos IV

## Obres
- Espai sonor (1976), per a oboè i clarinet (4')
- Tríptic (1977), per a flauta, clarinet i cinta magnètica (10')
- Tèxtils (1984), per a clarinet i cinta magnètica (4')
- Dibuixos (1981), per a percussió i cinta magnètica (8')
- Estructures 6502  (1982) Creada amb el Rockwell Aim 6502 i Sintetitzadors RSFU, per a cinta magnètica (7'29)
- Païsatges  (1983) (11'87)
- Trio  (1984), per a flauta, oboè i clarinet (3 ')
- A Pitàgores  (1985) (en Do) (5'07)